# Sint-Jozef (Brugge)
Sint-Jozef is een wijk in de Belgische stad Brugge, gelegen net ten noorden van de historische binnenstad. Het is een planmatig aangelegde wijk die voornamelijk gebouwd werd in de periode aan het begin van de 20e eeuw. Sint-Jozef telt ruim 5.400 inwoners. Deze nu vrij rustige stadswijk kent een relatief kort maar dynamisch verleden.

## Geschiedenis
Bij KB van 12 juli 1899 werd een oppervlakte van ruim 370 ha van de voormalige gemeente Koolkerke onteigend ten voordele van de stad Brugge voor de realisatie van de nieuwe haven en een nieuwe woonwijk voor voornamelijk (haven)arbeiders. De wijk en parochie Sint-Jozef ontstond op de plaats van de toenmalige wijk Ter Panne, thans een deelwijk van Sint-Jozef, ten gevolge van de industrialisatie gericht op de Brugse zeehaven van het gebied juist ten noorden van de Handelskom. Officieel werd de parochie erkend op 31 december 1932.

### Ontwikkeling van de wijk

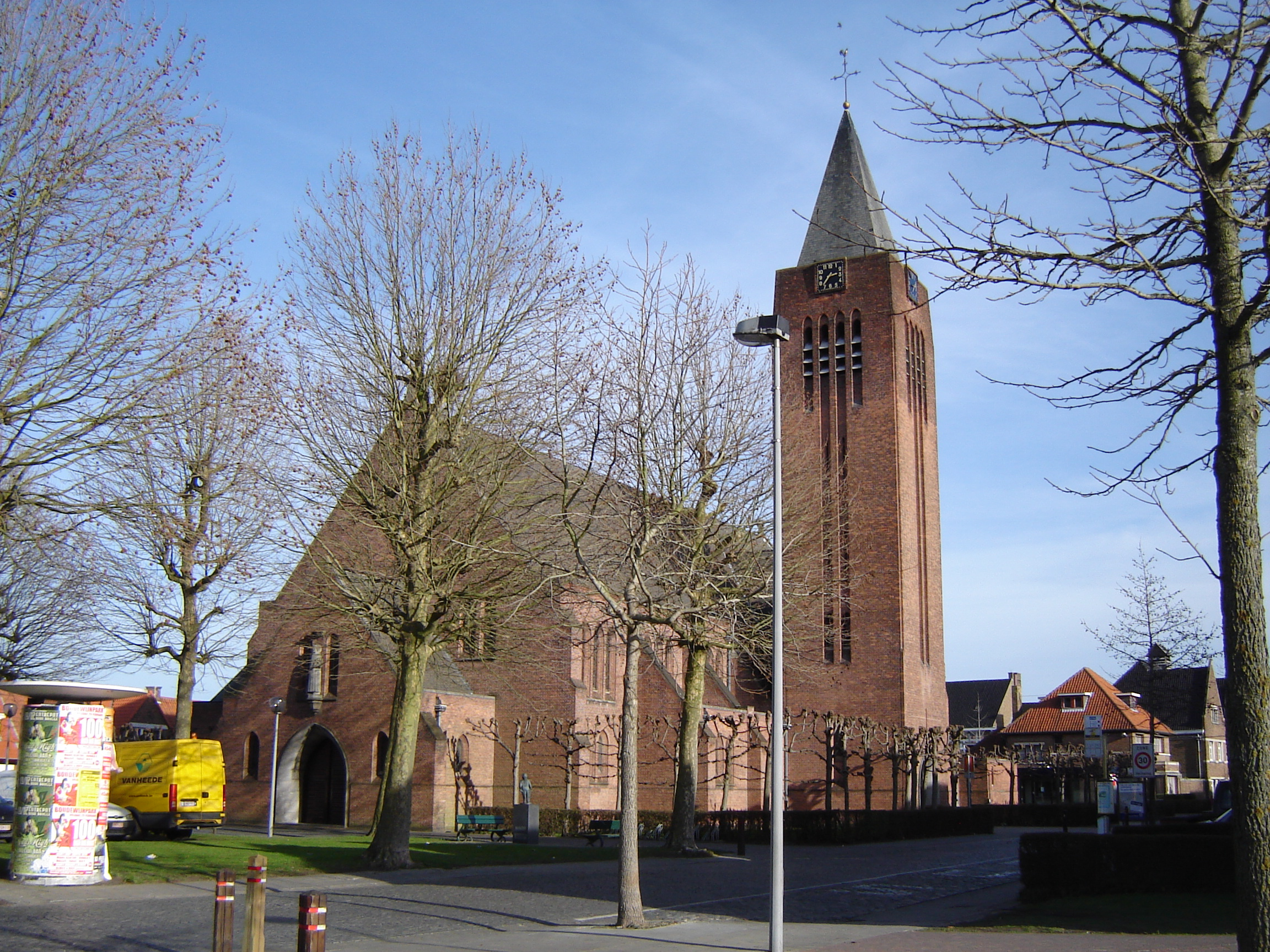
De Sint-Jozefkerk

Op het territorium gelegen achter Fort Lapin (de weg gelegen langs de Ringvaart tussen de Dampoort en de Warandebrug, tegenwoordig onderdeel van de R30) en begrensd door de Dudzeelse Steenweg en de Koolkerkse Steenweg, werden enkele straten getrokken. Eerst kwam er de Graaf de Mûelenaerelaan (1907), gedeeltelijk in vervanging van de Bloemen(dale)straat, thans Koetelwijk. Na de Eerste Wereldoorlog kwamen daar nog bij: Rontsaertbekestraat (1925), Pannebekestraat en Ter Looigemweg (1928), en Sint-Jozefplein en -straat (1931). Er werd regelmatig gebouwd, zodat rond 1930 de wijk al een 2.000 inwoners telde. In 1932 werd een zelfstandige parochie opgericht met eigen kerk, die in 1937 werd ingewijd. Ze werd toegewijd aan Sint-Jozef, wiens naam meteen werd gegeven aan de ganse wijk, tot dan eerder bekend als Ter Panne of Achter 't Fort Lapin. Met eigen lagere scholen en een parochiezaal en met een toenemend aantal lokale handelszaken, begon deze perifere stadswijk stilaan zijn eigen leven te leiden. Tijdens de Tweede Wereldoorlog zou ze tweemaal worden opgeschrikt. De eerste maal toen op 8 juni 1942 bommen vielen op de huizen van het Fort Lapin (oorspronkelijk een fort gebouwd om de Handelskom te beschermen tegen invallende legerbendes vanuit de Noordelijke Nederlanden, nu een deelwijk van Sint-Jozef) met zes dodelijke slachtoffers tot gevolg, en de tweede maal toen op de gronden achter de Pannebekestraat op 19 juni 1944 een brandend geallieerd vliegtuig, de Able Mabel, neerstortte.

#### Het Vleesblok
Er was in 1934-1935 een verdere uitbreiding geweest door de aanleg van de Dokwerkersstraat, de Korendragersstraat en de extra lange Jacob Van Maerlantstraat. Negentig arbeidershuizen werden in de genoemde straten nog voor de Tweede Wereldoorlog voltooid, terwijl na de oorlog door de 'Brugse maatschappij voor goedkope woningen' intensief werd verder gebouwd. Een aantal onder de gebouwde huizen kon, naar de toenmalige normen, als ruim worden bestempeld en was bestemd voor grote gezinnen. Vanuit de volkswijken van de Brugse binnenstad (Sint-Gillis, Sint-Anna, Magdalenakwartier, West-Bruggekwartier) verhuisden vooral jonge gezinnen naar wat een typische arbeiderswijk werd. Het ging vaak om gezinnen met talrijke kinderen. De naam "Vleesblok", die spontaan ontstond en daarnaar verwees, sloeg dus op een beperkt en precies omlijnd gedeelte van Sint-Jozef, met name de Jacob Van Maerlantstraat en een paar aanpalende straten. Ook de inwoners van het oorspronkelijke Sint-Jozef, het deel gelegen ten zuiden van de kerk, verwezen onder die naam naar de meer recente straten. De kinderrijkdom was nochtans niet tot dit deel van de wijk beperkt. Ook in het meer 'burgerlijk' gedeelte woonden kroostrijke gezinnen.

#### Klein Korea en de jongerenbendes
Tegen het einde van de jaren veertig werd de wijk verder uitgebreid met de Jan Frans Willemsstraat, Cornelis Everaertstraat, Landjuwelenstraat, Karel Mirystraat, Hippoliet Van Peenestraat, Tijl Uilenspiegelstraat, Vier Heemskinderenstraat en Vos Reinaartstraat. Stadsarchivaris Albert Schouteet was niet vreemd aan deze naamgeving, waartoe werd beslist op 17 september 1949. Die tweede verkaveling, die vooral begin de jaren vijftig werd volgebouwd, ook hoofdzakelijk met sociale woningen, kreeg toen de (bij)naam "Korea" of "Klein Korea". Volgens oud-politieman Robert Buyls, geboren en getogen op Sint-Jozef, lag de kolenhandelaar Leon Vergaerde uit de Graaf de Mûelenaerelaan aan de oorsprong van die naam. In 1950-1951 hadden sommige van die nieuwe straten nog geen wegverharding en waren ze tijdens regenperiodes herschapen tot een modderpoel. Bovendien werd de buurt vaak geterroriseerd door rondhangende jongerenbendes. Als hij er dan met paard en kar moeizaam doortrok, zong hij van op de bok: "Ik papa, gon no Korea, holala Lala".
De relatief gewelddadige jongerenbendes van Sint-Jozef waren vooral actief tijdens de jaren 1950 het begin van de jaren 1960. Wanneer die toenmalige jongelingen een volwassen leeftijd hadden bereikt en geen opvolgers leken te krijgen, keerde de rust in de wijk terug. De vechtersmentaliteit had op sportief vlak echter ook een positieve weerslag: de Brugse boksvereniging, geleid door Achiel Wimme, vond een goed deel van haar jonge leden op Sint-Jozef. De wijk bracht veel boksers voort die enige reputatie verwierven.

#### Verdere uitbreidingen
Einde jaren vijftig begin jaren zestig kwam de Zwanewijk, tussen de Koolkerkse steenweg en de Noorweegse Kaai, tot stand, met overwegend maar niet uitsluitend sociale woningen. Men gaf er in 1957 straatnamen aan die herinnerden aan Brugse prominenten uit de Belgische 19de-eeuwse geschiedenis (Jules Van Praet, Paul Devaux, Louis de Potter, Léon de Foere). Ook aan die wijk werd door de volksmond een eigen naam gegeven en omdat de huizen iets luxueuzer waren ontworpen, werd het "Monaco".
In het verlengde van Klein Korea werd in de tweede helft van de jaren zestig het Gandhiplein aangelegd, evenals enkele aanpalende straten. Ze kregen in december 1968 als naam: Lijsterstraat, Merelstraat, Distelvinkstraat en Rozenpad. In 1970 kwamen daar nog de Bommelbekestraat, de Mezenstraat en het Duivenplein bij. Het ging maar gedeeltelijk meer om sociale woningen: Bommelbekestraat en omgeving werd een villawijk.
In de jaren tachtig en negentig werden nog enkele straten nabij het Gandhiplein toegevoegd, die de naam kregen van de dichters Jan van Hulst en Jan Lernout en van August Vermeylen. Ook de wat meer afgezonderde wijk Kruisabele langs de Dudzeelse Steenweg werd toen aangelegd.
De volledige Sint-Jozefwijk telde in 1950 meer dan 4.000 inwoners en begin de jaren zeventig waren het er zo'n 5.200. Sindsdien is de bevolkingsgroei, ondanks de uitbreidingen, wat gestagneerd.
Ook al ging het oorspronkelijk om 'goedkope woningen', werd dit stadsdeel destijds behoorlijk en ruim aangelegd, met brede straten en met heel wat speelruimte en openbaar en privé groen. Nieuwbouw evenals recente renovatie van de oorspronkelijke sociale woningen hebben er een nog rianter woonwijk van gemaakt.
Het drukbezochte volkscafé aan de kerk heette Ter Looigem (thans: Ter Loy). Die naam had niets te maken met Sint-Elooi, maar met de straatnaam Ter Looigemweg die verwees naar een leengoed dat ongeveer op die plek lag: een van de weinige toponiemen in dit gebied, die samen met Koetelwijk, Rontsaertbeke, Pannebeke en Bommelbeke, dankzij een straatnaam in de herinnering blijft.

## Verkeer en vervoer
De belangrijkste verkeersassen doorheen Sint-Jozef zijn de N374 en de N376. De N374 loopt als "Noorweegse Kaai" (Damse Vaart) langs de zuidoostelijke rand van de wijk en vervolgens als "Jules Van Praetstraat" en "Brugse Steenweg" nog een stukje doorheen de wijk richting Koolkerke en Westkapelle. De N376 (Havenstraat / Krommestraat / Dudzeelse Steenweg) loopt door het uiterste westen van de wijk richting Dudzele. Langs de zuidrand van de wijk loopt de stadsring R30 (Fort Lapin).
Lijnen 4 en 14 van de Brugse stadsbussen bedienen Sint-Jozef, alsook de streeklijnen 41 en 42.